# Adolf Frederik II van Mecklenburg-Strelitz
Adolf Frederik II van Mecklenburg-Strelitz (Grabow, 19 oktober 1658 — Strelitz-Alt, 12 mei 1708) was van 1701 tot aan zijn dood hertog van Mecklenburg-Strelitz. Hij behoorde tot het Huis Mecklenburg.

## Levensloop
Adolf Frederik II was de jongste zoon van hertog Adolf Frederik I van Mecklenburg-Schwerin en diens tweede echtgenote Maria Catharina, dochter van hertog Julius Ernst van Brunswijk-Dannenberg. Zijn vader stierf zeven maanden voor zijn geboorte.
In 1695 stierf zijn schoonvader, hertog Gustaaf Adolf van Mecklenburg-Güstrow, waarmee de linie Mecklenburg-Güstrow binnen het Huis Mecklenburg uitstierf. Dit hertogdom werd vervolgens geannexeerd door het hertogdom Mecklenburg-Schwerin, dat bestuurd werd door Adolf Frederiks neef Frederik Willem. Adolf Frederik II, die als schoonzoon van Gustaaf Adolf ook aanspraak maakte op het hertogdom Mecklenburg-Güstrow, ging daar niet mee akkoord en het kwam tot een dispuut met Frederik Willem.
Het dispuut werd in 1701 beëindigd toen Adolf Frederik II een akkoord sloot met Frederik Willem. Hierbij kreeg Adolf Frederik II de helft van het hertogdom Mecklenburg-Güstrow: het nieuw gevormde hertogdom Mecklenburg-Strelitz. Hij bestuurde dit hertogdom tot aan zijn dood in 1708 en werd toen opgevolgd door zijn zoon Adolf Frederik III.

## Huwelijken en nakomelingen
In 1684 huwde Adolf Frederik II met Maria (1659-1701), dochter van hertog Gustaaf Adolf van Mecklenburg-Güstrow. Ze kregen vijf kinderen:
- Adolf Frederik III (1686-1752), hertog van Mecklenburg-Strelitz
- Magdalena Amalia (1689-1689)
- Maria (1690), bij de geboorte overleden
- Eleonora Wilhelmina (1691-1691)
- Gustava Carolina (1694-1748), huwde in 1714 met hertog Christiaan Lodewijk II van Mecklenburg-Schwerin

Na de dood van Maria hertrouwde Adolf Frederik II op 20 juni 1702 met Johanna (1680-1704), dochter van hertog Frederik I van Saksen-Gotha-Altenburg. Het huwelijk bleef kinderloos.
Na de dood van Johanna sloot hij zijn derde huwelijk, ditmaal met Christiana Emilia (1681-1751), dochter van vorst Christiaan Willem I van Schwarzburg-Sondershausen. De bruiloft vond op 10 juni 1705 plaats in Neustrelitz en uit het huwelijk werden twee kinderen geboren:
- Sophia Christina Louise (1706-1708)
- Karel Lodewijk Frederik (1708-1752), hertog van Mecklenburg-Mirow

Zijn jongste zoon Karel Lodewijk Frederik was de vader van Charlotte van Mecklenburg-Strelitz (1744-1818), de echtgenote van koning George III van het Verenigd Koninkrijk. Hierdoor is Adolf Frederik II een voorouder van iedere Britse monarch te beginnen met George IV, die in 1820 de Britse troon besteeg.

## Voorouders
| Kwartierstaat van Adolf Frederik II van Mecklenburg-Strelitz (1658-1708) | Kwartierstaat van Adolf Frederik II van Mecklenburg-Strelitz (1658-1708)                                     | Kwartierstaat van Adolf Frederik II van Mecklenburg-Strelitz (1658-1708)                                     | Kwartierstaat van Adolf Frederik II van Mecklenburg-Strelitz (1658-1708)                                     | Kwartierstaat van Adolf Frederik II van Mecklenburg-Strelitz (1658-1708)                                     | Kwartierstaat van Adolf Frederik II van Mecklenburg-Strelitz (1658-1708)                                     | Kwartierstaat van Adolf Frederik II van Mecklenburg-Strelitz (1658-1708)                                     | Kwartierstaat van Adolf Frederik II van Mecklenburg-Strelitz (1658-1708)                                     | Kwartierstaat van Adolf Frederik II van Mecklenburg-Strelitz (1658-1708)                                     |
| ------------------------------------------------------------------------ | --- | --- | --- | --- | --- | --- | --- | --- |
| Overgrootouders                                                          | Johan Albrecht I van Mecklenburg-Güstrow (1525-1576) ∞ Anna Sophia van Pruisen (1527-1591)                   | Johan Albrecht I van Mecklenburg-Güstrow (1525-1576) ∞ Anna Sophia van Pruisen (1527-1591)                   | Adolf van Sleeswijk-Holstein-Gottorp (1526-1586) ∞ Christina van Hessen (1543-1604)                          | Adolf van Sleeswijk-Holstein-Gottorp (1526-1586) ∞ Christina van Hessen (1543-1604)                          | Hendrik van Brunswijk-Dannenberg (1533-1598) ∞ Ursula van Saksen-Lauenburg (1545-1620)                       | Hendrik van Brunswijk-Dannenberg (1533-1598) ∞ Ursula van Saksen-Lauenburg (1545-1620)                       | Edzard II van Oost-Friesland (1532-1599) ∞ Catharina van Zweden (1539–1610)                                  | Edzard II van Oost-Friesland (1532-1599) ∞ Catharina van Zweden (1539–1610)                                  |
| Grootouders                                                              | Johan VII van Mecklenburg-Schwerin (1558-1592) ∞ Sophia van Sleeswijk-Holstein-Gottorp (1569-1634)           | Johan VII van Mecklenburg-Schwerin (1558-1592) ∞ Sophia van Sleeswijk-Holstein-Gottorp (1569-1634)           | Johan VII van Mecklenburg-Schwerin (1558-1592) ∞ Sophia van Sleeswijk-Holstein-Gottorp (1569-1634)           | Johan VII van Mecklenburg-Schwerin (1558-1592) ∞ Sophia van Sleeswijk-Holstein-Gottorp (1569-1634)           | Julius Ernst van Brunswijk-Dannenberg (1571-1636) ∞ Maria van Oost-Friesland (1582-1616)                     | Julius Ernst van Brunswijk-Dannenberg (1571-1636) ∞ Maria van Oost-Friesland (1582-1616)                     | Julius Ernst van Brunswijk-Dannenberg (1571-1636) ∞ Maria van Oost-Friesland (1582-1616)                     | Julius Ernst van Brunswijk-Dannenberg (1571-1636) ∞ Maria van Oost-Friesland (1582-1616)                     |
| Ouders                                                                   | Adolf Frederik I van Mecklenburg-Schwerin (1588-1658) ∞ Maria Catharina van Brunswijk-Dannenberg (1616-1665) | Adolf Frederik I van Mecklenburg-Schwerin (1588-1658) ∞ Maria Catharina van Brunswijk-Dannenberg (1616-1665) | Adolf Frederik I van Mecklenburg-Schwerin (1588-1658) ∞ Maria Catharina van Brunswijk-Dannenberg (1616-1665) | Adolf Frederik I van Mecklenburg-Schwerin (1588-1658) ∞ Maria Catharina van Brunswijk-Dannenberg (1616-1665) | Adolf Frederik I van Mecklenburg-Schwerin (1588-1658) ∞ Maria Catharina van Brunswijk-Dannenberg (1616-1665) | Adolf Frederik I van Mecklenburg-Schwerin (1588-1658) ∞ Maria Catharina van Brunswijk-Dannenberg (1616-1665) | Adolf Frederik I van Mecklenburg-Schwerin (1588-1658) ∞ Maria Catharina van Brunswijk-Dannenberg (1616-1665) | Adolf Frederik I van Mecklenburg-Schwerin (1588-1658) ∞ Maria Catharina van Brunswijk-Dannenberg (1616-1665) |